# Margreet Blanken
Margreet Blanken, geboren als Gretha Alida Blanken (Zaandam, 10 juli 1941) is een Nederlands toneel- en televisieactrice. Ze is waarschijnlijk het meest bekend van haar rol als Reini van Lennep-Hermans in de populaire dramaserie Medisch Centrum West, die tussen 1988 en 1994 werd uitgezonden. Deze rol speelt ze ook in 2024 bij de terugkeer van deze serie op SBS6.

## Biografie
Blanken volgde een opleiding aan de Toneelschool in Arnhem en slaagde hier in 1963. Daarna heeft ze tot 1987 uiteenlopende rollen gespeeld bij Toneelgroep "Theater" in Arnhem. Ze kreeg landelijke bekendheid door haar rol van hoofdverpleegkundige Reini Hermans in de televisieserie Medisch Centrum West. Ze speelde deze rol van 1988 tot 1994, in totaal 100 afleveringen. Na Medisch Centrum West keerde ze terug in het theater, met als hoogtepunt haar eigen solovoorstelling ‘ETTY’ waarin ze dagboekfragmenten van Etty Hillesum tot leven bracht in kleine theaters en op andere intieme locaties. Ze speelde deze solo tot 2014, met een totaal van 300 voorstellingen. In Een brief van Vincent, bij Engelstalige voorstellingen A letter from Vincent, van Klaas Hofstra regisseerde ze enkele monologen. Hofstra speelde in MCW haar collega en enige tijd echtgenoot Dick van Lennep.
In 2006 werd ze gevraagd voor de AVRO-serie Spoorloos verdwenen, waarin ze enkele seizoenen de rol van inspecteur Heleen Mateur speelde. In datzelfde jaar maakte ze haar autobiografische theatersolo Alles in de wind; hierin besprak ze op speelse wijze levensthema's die op haar van toepassing zijn zoals het spelen van rollen in en buiten het theater, verlangen, zingeving en bindingsangst. In 2011 kwam haar boek Lief en onschuldig uit, waarin ze openhartig en met de nodige humor de relatie met haar moeder in dier laatste levensjaren beschrijft, en hun gezamenlijke tocht door het landschap van zorginstellingen.
Naast haar toneel en televisiewerk heeft ze verschillende cursussen en workshops gegeven en kleine voorstellingen geregisseerd. Eind 2014 was ze te zien als tante Martha in de SBS-serie Dokter Tinus.
Als enige van de vorige cast, speelt ze op 83-jarige leeftijd in het vernieuwde Medisch Centrum West, wat in 2024 van start ging, met dezelfde naam, alleen niet meer als praktiserend hoofdverpleegkundige.

## Filmografie

### Film
- 1964: Majoor Barbara, als Jenny Hill
- 1977: De elektriseermachine van Wimshurst, als verpleegster
- 1981: De vraag op het antwoord
- 1983: Schakels
- 1989: Zwerfsters, als Martha
- 1990: Vincent & Theo, als tante Johanna
- 2021: De Kameleon aan de ketting, als Beppe
- 2023: The Swan, als Kris Nordenstrom

### Televisie
- 1988-1994, 2024: Medisch Centrum West, als Reini van Lennep-Hermans
- 1996: Baantjer, als Marie Janssen
- 2006-2008: Spoorloos verdwenen, als Heleen Mateur
- 2014-2017: Dokter Tinus, als Martha Elsenbosch
- 2018: Kameleon, als Beppe
- 2025: Medisch Centrum West, als vrijwilgster Reini Hermans

### Theater
- 1999: Etty
- 2006: Alles in de wind
- 2011: Afslag fluisterveld
- 2016-2017: PLAY MAIDS

### Stem
- 2018 - Ridders van Gelre - Hertogin van Gelre